# Hornický hrádek u Vyskytné
Hornický hrádek u Vyskytné (dříve též Burgštadl, Burgstadel či Burgstodl) je označení pro opevnění typu motte, nacházející se asi 300 metrů od soutoku Bělokamenského potoka s Jihlavou, v katastru Vyskytné nad Jihlavou, asi 150 metrů od samoty Brandlův mlýn a nedaleko bývalé skládky firmy .A.S.A. Jedná se o jedinou památku tohoto druhu na území bývalého jihlavského rudního revíru. Nedaleko vede doposud zachovalý vodní náhon z roku 1315, který vodou zásoboval stroje v dolech ve Starých Horách u Jihlavy.

## Popis
Z hrádku se do současnosti dochoval pouze uměle vytvořený pahorek, který obklopuje příkop. Průměr hrádku včetně příkopu činí 26 m, přičemž příkop je široký 5 m. Vlastní pahorek je pak 4 m vysoký. Půdorysně je obdobná jako fortifikace ve Štítkách na Želetavsku – zde těžba probíhala v době okolo roku 1257. Součástí zabezpečení objektu zřejmě byly i palisády okolo celého okraje pahorku a vnějšího okraje příkopu.

## Výzkum
V roce 1780 se na katastrálním plánu Dorffes Taitsch Güsshibel (dnešní Vyskytná nad Jihlavou) objevuje v místě Burgstadlu skoro okrouhlá parcela č. 170.
První zmínky o této lokalitě přináší v roce 1920 německý historik Altrichter, ovšem místo vlastního opevnění zkoumal nedaleké místo, kde patrně stávala huť. Celá tato lokalita navíc bývala považována za vojenské opevnění z let 1842 – 1843, kdy v okolí manévroval 8. moravský pěší regiment z Jihlavy.
K místě se váže pověst o zlém rytíři, kterou v roce 1919 zapsal vyskytenský kronikář A. Siegl. O rok později ji publikoval, stejně jako Altrichter (ten opět v roce 1931). V té době se místu říkalo Burgstadel (dříve snad i Heustadel) – na místě totiž prý stával kamenný seník, jehož zbytky byly zcela rozebrány.
V roce 2005 proběhl v lokalitě archeologický výzkum, který doložil zdejší "osídlení" ve 13., případně i ve 14. století. Na místě se našly střepy z keramických nádob, železné hřeby, struska, uhlíky, mazanice a zlomky kamenů. Jižně od opevnění pak archeologové Muzea Vysočiny v Jihlavě nalezli msta hutí na zpracovávání vytěžené rudy. V opevnění pak bylo stříbro ukládáno před převozem do mincovny v Jihlavě. Na podzim 2006 místo navštívil prof. Jiří Musil z Univerzity Palackého v Olomouci.

## Stopy po těžbě v okolí
Nedaleko od opevnění se nacházejí dosud viditelné stopy po těžbě stříbra. Nejvýraznější je patrně tzv. starohorský vodní náhon, který vedl od Böhmova mlýna u Vyskytné až do Starých Hor. V roce 1981 byla výstavba náhona na základě listiny z roku 1315 zasazena do 1. čtvrtiny 14. století.
Jako hypotetická se tak jeví možnost, že opevnění sloužilo k ochraně, případně k údržbě tohoto vodního díla. Jelikož zde byl náhon posílen o vody z Bělokamenského potoka, došlo asi 150 m od motte k vybudování dnes již neznatelné retenční nádrže.